# توحيد الربوبية
تَوْحِيدُ الرُّبُوبِيَّةِ: إفراد الله بأفعاله، وبعبارة أخرى أن يعتقد المسلم تفرد الله بالخلق والرزق والإحياء والإماتة والملك والتدبير وسائر ما يختص به من أفعال وقد كان هذا النوع من التوحيد واضحاً بيناً حتى لدى قريش قبل الإسلام، توحيد الربوبية هو الإيمان بأن الله هو الخالق والرازق والمدبر والمتصرف في جميع الأمور، وأنه لا شريك له في ملكه ولا في أفعاله، وهو أحد أركان التوحيد الثلاثة، إلى جانب توحيد الألوهية وتوحيد الأسماء والصفات، توحيد الربوبية هو الإقرار بأن الله تعالى هو الخالق والرازق والمدبر والمتصرف في جميع الأمور، وهو أساس الاعتقاد الصحيح ودليل على وحدانية الله، وتوحيد الربوبية أقرَّ به أكثر الخلق في القديم والحديث، ولم ينكره ولا ذهب إلى نقيضه طائفة معروفة من بني آدم، بل القلوب مفطورة على الإقرار به، أعظم من كونها مفطورة على الإقرار بغيره من الموجودات، كما قالت الرسل فيما حكى الله عنهم: {أفي الله شكٍ فاطرِ السماوات والأرض}(إبراهيم: 10)، ومن أهم صفات الربوبية: الخلق، والملك والتدبير.

## تعريف توحيد الربوبية

### توحيد الربوبية في اللغة
تعريف توحيد الربوبية ينبني على معنى الرب، والرب: هو السيد والمصلح والمالك والمربي، فالرب في اللغة: يطلق على المالك، والسيد، والمدبر، والمربي، والقيم، والمنعم، والمتمم، ولا يطلق غير مضاف إلا على الله  وإذا أطلق على غيره أضيف فيقال: رب كذا... ومنه حديث أبي هريرة: "ولا يقولن المملوك ربي وربتي"، كرَّه أن يجعل مالكه رباً له لمشاركة الله تعالى في الربوبية، فأما قوله تعالى: ﴿وَقَالَ لِلَّذِي ظَنَّ أَنَّهُ نَاجٍ مِنْهُمَا اذْكُرْنِي عِنْدَ رَبِّكَ فَأَنْسَاهُ الشَّيْطَانُ ذِكْرَ رَبِّهِ فَلَبِثَ فِي السِّجْنِ بِضْعَ سِنِينَ ۝٤٢﴾ [يوسف:42]، فإنه خاطبه على المتعارف عندهم، وعلى ما كانوا يسمونهم به، ومثله قول موسى عليه السلام للسامري:{وَانْظُرْ إِلَى إِلَهِكَ}(طه: 97)، أي: الذي اتخذته إلهاً، وأما الحديث في ضالة الإبل "حتى يلقاها ربها، فإن البهائم غير متعبدة ولا مخاطبة، فهي بمنزلة الأموال التي يجوز إضافة مالكيها إليها، وجعلهم أرباباً لها، ومنه حديث عمر : "رب الصريمة ورب الغنيمة، وقد كثر ذلك في الحديث، وجاء في الصحاح للجوهري: "رب كل شيء: مالكه"، والرب اسم من أسماء الله  ولا يقال: في غيره إلا بالإضافة.

### تعريف توحيد الربوبية في الاصطلاح
توحيد الربوبية: هو إفراد الله تعالى بأفعاله المتعدية، والإقرار بأنه المتفرد الذي لا شريك له ولا ندَّ له.

## تسميته
ويُسمى توحيد الربوبية بالتوحيد العلمي، والتوحيد الخبري، توحيد المعرفة والإثبات، والتوحيد الاعتقادي.
- التوحيد العلمي: لأنه يعتني بجانب معرفة الله، فالعلمي أي "العلم بالله"، والخبري: لأنه يتوقف على الخبر، أي: "الكتاب والسنة".[13]

- التوحيد الخبري: لأنه يتوقف على الخبر، أي: "الكتاب والسنة".

- توحيد المعرفة والإثبات: لأن المطلوب من المؤمن معرفة أفعال الله، وأسمائه، وصفاته، وإثباتها له .

- التوحيد الاعتقادي.

## بعض ما يقتضيه توحيد الربوبية
توحيد الربوبية يقتضي الإيمان بـ:
1. الخلق: الإيمان بأن الله وحده هو الخالق لجميع المخلوقات، من السماوات والأرض وما بينهما.
2. الرزق: الإيمان بأن الله وحده هو الرزاق الذي يرزق جميع مخلوقاته.
3. التدبير: الإيمان بأن الله وحده هو المدبر لشؤون الكون والمتصرف في خلقه.
4. التحكيم: الإيمان بأن الله وحده هو الحاكم والمالك والمتصرف في الكون وأحكامه.

## أهمية توحيد الربوبية
- هو أساس الاعتقاد الصحيح، فمن لم يؤمن بتوحيد الربوبية لا يكون مؤمنًا حقًا.
- يساعد على فهم عظمة الله وقدرته، مما يدفع المسلم إلى الخضوع له وعبادته.
- هو دليل على وحدانية الله وأنه لا شريك له في ملكه.
- هو أساس توحيد الألوهية، فمن أقر بتوحيد الربوبية وجب عليه أن يقر بتوحيد الألوهية.

"إذا أقر العبد بانفراد الرب تبارك وتعالى بالخالق والحكم، وشهد بذلك، فإن ذلك يقوده إلى تحقيق توحيد الأُلوهية، فإن الأمرين متلازمان، فمن أقر لله بالربوبية لزمه أن يقر له بالأُلوهية: "فإن أول ما يتعلق القلب يتعلق بتوحيد الربوبية، ثم يرتقي إلى توحيد الإلهية، كما يدعو الله سبحانه عباده في كتابه بهذا النوع من التوحيد إلى النوع الآخر، ويحتج عليهم به، ويقررهم به، ثم يخبر أنهم ينقضونه بشركهم به في الأُلوهية "، وبيان ذلك أن من أثبت لله خصائص الربوبية من الخلق، والإحياء، والإماتة، والنفع، والضر، والإسعاد، والإشقاء؛ استسلم لله  في كل شيء، فيعلم أن ما أصابه فمن الله ولم يكن ليخطئه، وأنه إذا دخل الجنة فبتوفيق الله وفضله، وإذا دخل النار فبحكمته وعدله، وكل ذلك قدره الله تعالى، فإذا علم ذلك، لجأ إلى خالقه ليستعين به في جلب المنافع ودفع المضار، وليستهديه الصراط المستقيم، فيورث ذلك محبة عظيمة في قلب العبد لربه تعالى، فيقدم محاب ربه على كل شيء، ويورثه ذلك الخوف من الله وتعظيمه وتوقيره: فهذه علامة توحيد الإلهية في هذا القلب، والباب الذي دخل إليه منه: توحيد الربوبية، أي: باب توحيد الإلهية: هو توحيد الربوبية، وبهذا التقديم تظهر أهمية الإقرار بالربوبية لله تعالى، وهذه المعرفة فطرية في قلوب بني آدم، إلا أن أكثر الناس الذين وقعوا في الشرك إنما وقعوا فيه لإتيانهم بما يناقض توحيد الإلهية، لذلك جاءتهم الرسل بالدعوة إلى هذا النوع من التوحيد - أعني توحيد الإلهية - وإذا أقر الإنسان لله بالربوبية ولم يوحده في عبوديته ما نفعه إقراره هذا - لذلك يقول الله : {وَمَا يُؤْمِنُ أَكْثَرُهُمْ بِاللهِ إِلَّا وَهُمْ مُشْرِكُونَ}(يوسف: 106)، قال مجاهد في تفسير هذه الآية: "إيمانهم قولهم: الله خالقنا، ويرزقنا، ويميتنا، فهذا إيمان، مع شرك عبادتهم غيره".

## الأدلة على توحيد الربوبية
إن توحيد الله في ربوبيته معلومة لكل عاقل سليم، بل إن إدراك ذلك قد جُبل عليه كل الخلق إلا من شذّ، قال ابن تيمية: "ووحدانية الربوبية معلومة بالشريعة النبوية والفطرة الخلقية والضرورة العقلية، والقواطع النقلية، واتفاق الأمم، وغير ذلك من الأدلة"، ثم هناك أدلة تؤكد هذه المعرفة وتزيدها، والتي من أهمها:

### دليل الفطرة
قالت طائفة من أهل الفقه والنظر: "الفطرة هي الخلقة التي خلق عليها المولود في المعرفة بربه، فكأنه قال: كل مولود يولد على خلقة يعرف بها ربه إذا بلغ مبلغ المعرفة، يريد خلقة مخالفة لخلقة البهائم التي لا تصل بخلقتها إلى معرفته"، ومن هنا يتبين أن الإقرار بوجود الخالق أمر فطري، فطر الخلق عليه، قال ابن تيمية: "الإقرار بالله والاعتراف به ثابت في الفطرة، كما قرره الله في كتابه في مواضع، فلا يحتاج هذا إلى دليل؛ بل هو أرسخ المعارف وأثبت العلوم وأصل الأصول، "فوجوده سبحانه وربوبيته وقدرته أظهر من كل شيء على الإطلاق، فهو أظهر للبصائر من الشمس للأبصار، وأبين للعقول من كل ما تعقله وتقر بوجدوده، فما ينكره إلا مكابر بلسانه وقلبه وعقله وفطرته وكلها تكذبه"، وقد جاء التنبيه إلى هذه المعرفة في مواضع كثيرة من كتاب الله، والتي منها قوله تعالى: ﴿فَأَقِمْ وَجْهَكَ لِلدِّينِ حَنِيفًا فِطْرَةَ اللَّهِ الَّتِي فَطَرَ النَّاسَ عَلَيْهَا لَا تَبْدِيلَ لِخَلْقِ اللَّهِ ذَلِكَ الدِّينُ الْقَيِّمُ وَلَكِنَّ أَكْثَرَ النَّاسِ لَا يَعْلَمُونَ ۝٣٠ مُنِيبِينَ إِلَيْهِ وَاتَّقُوهُ وَأَقِيمُوا الصَّلَاةَ وَلَا تَكُونُوا مِنَ الْمُشْرِكِينَ ۝٣١﴾ [الروم:30–31]، قال القرطبي: "يقول تعالى ذكره: فسدّد وجهك نحو الوجه الذي وجهك إليه ربك يا محمد لطاعته، وهي الدين، (حَنِيفًا) يقول: مستقيما لدينه وطاعته (فِطرةَ اللهِ التي فَطَر النَّاسَ عَلَيْهَا) يقول: صنعة الله التي خلق الناس عليها ونصبت "فطرة" على المصدر من معنى قوله: (فَأقِم وَجْهَكَ للدّينِ حَنِيفًا) وذلك أن معنى ذلك: فطر الله الناس على ذلك فطرة".

### دليل الخلق
ويراد بدليل الخلق؛ الاستدلال بوجود المخلوق على وجود الخالق ووجوب عبادته، ودليل الخلق ينبني على مقدمتين ونتيجة:
- المقدمة الأولى: أن هذه الموجودات مخلوقة موجودة بعد أن لم تكن موجودة.
- المقدمة الثانية: وهي كل مخلوق لا بد له من خالق، وكل موجود لا بد له من موجد، وإن وجود الموجودات بعد العدم، وحدوثها بعد أن لم تكن، يدل بداهة على وجود من أوجدها وأحدثها، ولا بد أن يكون هذا الموجود متصفاً بصفات الربوبية والألوهية.[22]

### دليل العناية
والمراد بدليل العناية الاعتناء بالخلوقات، وبالإنسان خصوصاً، وموافقة الموجودات لوجوده ولغيره مما وجدت له، وما في المخلوقات من حكم ومنافع وغايات مقصودة خلقت لأجله المخلوقات، وقد بيَّن ابن رشد دليل العناية على موافقة الموجودات لوجود الإنسان، فقال: فأما كونها موافقة لوجود الإنسان، فيحصل اليقين بذلك، بدليل موافقة الليل والنهار، والشمس والقمر، لوجود الإنسان، وكذلك موافقة الأزمنة الأربعة له، والمكان الذي هو فيه أيضاً وهو الأرض. وكذلك أيضاً يظهر موافقة كثير من الحيوان له، والنبات والجمادات، وجزيئات كثيرة: مثل الأمطار والأنهار والبحار، وما تحمله الأرض والماء والهواء والنار، وكذلك أيضاً تظهر العناية في أعضاء الإنسان وأعضاء الحيوان، كونها موافقة لحياته ووجوده، ومن الأمثلة على دليل العناية: قوله تعالى: {أَلَمْ نَجْعَلِ الْأَرْضَ مِهاداً وَالْجِبالَ أَوْتاداً}(النبأ: 6، 7)، إلى قوله: {وَجَنَّاتٍ أَلْفافاً}(النبأ: 16)، ومثل قوله سبحانه: {تَبارَكَ الَّذِي جَعَلَ فِي السَّماءِ بُرُوجاً وَجَعَلَ فِيها سِراجاً وَقَمَراً مُنِيراً}(الفرقان: 61)، ومثل قوله جل شأنه: {فَلْيَنْظُرِ الْإِنْسانُ إِلى طَعامِهِ}(عبس: 24) الآيات، ففي هذه ومثيلاتها عناية بالإنسان، وهذه العناية هي الدليل على وجود الصانع الحكيم.

### دليل الضرورة والاضطرار
الضرورة: هي حاجة ملحة لابد للإنسان منها، وأما الاضطرار: فهو حاجة وقتية تنشأ من محنة أو ضائقة، ودليل الضرورة على معرفة الله يشمل أمرين مهمين: أحدهما: ما قد جُبل عليه الإنسان من معرفة الله وحاجته إليه من طلب اللجوء إليه والاستعانة به والتوكل عليه، والتوجه بالدعاء إليه، وهذه أمور ضرورية يجدها العبد في نفسه وقلبه. ثانيهما: أن هذا هو العلم الضروري الذي يلزم المخلوق لزوماً لا يمكنه الانفكاك عنه، وأما دليل الاضطرار: فالأصل فيه قوله تعالى: ﴿أَمْ مَنْ يُجِيبُ الْمُضْطَرَّ إِذَا دَعَاهُ وَيَكْشِفُ السُّوءَ وَيَجْعَلُكُمْ خُلَفَاءَ الْأَرْضِ أَإِلَهٌ مَعَ اللَّهِ قَلِيلًا مَا تَذَكَّرُونَ ۝٦٢﴾ [النمل:62]، فهذه المذكورات التي هي إجابة المضطر إذا دعا، وكشف السوء وجعل الناس خلفاء في الأرض من خصائص ربوبيته تعالى، ولذا قال بعدها {أَإِلَهٌ مَعَ اللَّهِ قَلِيلًا مَا تَذَكَّرُونَ}، فتأمل قوله تعالى: {أَإِلَهٌ مَعَ اللَّهِ قَلِيلًا مَا تَذَكَّرُونَ} مع قوله: {أَمَّنْ يُجِيبُ الْمُضْطَرَّ إِذَا دَعَاهُ وَيَكْشِفُ السُّوءَ} تعلم أن إجابة المضطرين إذا التجئوا ودعوا وكشف السوء عن المكروبين، لا فرق في كونه من خصائص الربوبية بينه وبين خلق السماوات والأرض، وإنزال الماء وإنبات النبات، ونصب الجبال وإجراء الأنهار، لأنه  ذكر الجميع بنسق واحد في سياق واحد، وأتبع جميعه بقوله: أإله مع الله، فمن صرف شيئا من ذلك لغير الله توجه إليه الإنكار السماوي الذي هو في ضمن قوله: {أَإِلَهٌ مَعَ اللَّهِ} فلا فرق البتة بين تلك المذكورات في كونها كلها من خصائص الربوبية".

### دليل معرفة الله بالله
قال ابن تيمية: إن ما سوى الله من الموجودات: الأعيان والصفات يستدل بها سواء كانت حية أو لم تكن؛ بل ويستدل بالمعدوم؛ فلأن يستدل بالحي القيوم أولى وأحرى على أن الذي في الدعاء المأثور: " يا دليل الحيارى دلني على طريق الصادقين واجعلني من عبادك الصالحين"، وهذا يقتضي أن تسميته دليلا باعتبار أنه دال لعباده لا بمجرد أنه يستدل به كما قد يستدل بما لا يقصد الدلالة والهداية من الأعيان والأقوال والأفعال"، ولهذا يُذكر عن بعض السلف قوله: "عرفت الأشياء بربي ولم أعرف ربي بالأشياء، وقال بعضهم: هو الدليل لي على كل شيء؛ وإن كان كل شيء - لئلا يعذبني - عليه دليلا، وقيل لابن عباس: بماذا عرفت ربك؟ فقال: من طلب دينه بالقياس: لم يزل دهره في التباس خارجا عن المنهاج ظاعنا في الاعوجاج: عرفته بما عرف به نفسه ووصفته بما وصف به نفسه؛ فأخبر أن معرفة القلب حصلت بتعريف الله وهو نور الإيمان وأن وصف اللسان حصل بكلام الله وهو نور القرآن.

### دليل إجماع الأمم
من المعلوم أن هذا التوحيد لا ينازع فيه أحد مطلقاً إلا من شذَّ، ولا عبرة بالشاذ، ولذا فكل الأمم مسلمهم وكافرهم صغيرهم وكبيرهم قد أقروا واعترفوا بربوبية الله لهم، بل حتى البهائم عرفت ربها وسبحت بحمده، بل حتى الجمادات، كما قال تعالى: {تسبح له السماوات السبع ...}(الإسراء: 44)، ولذا فإن هذا التوحيد لم يذهب إلى نقيضه طائفة معروفة من بني آدم، بل القلوب مفطورة على الإقرار به، أعظم من كونها مفطورة على الإقرار بغيره من الموجودات.

## أمثلة من القرآن الكريم على توحيد الربوبية
- قوله تعالى: ﴿قُلْ مَنْ يَرْزُقُكُمْ مِنَ السَّمَاءِ وَالْأَرْضِ أَمْ مَنْ يَمْلِكُ السَّمْعَ وَالْأَبْصَارَ وَمَنْ يُخْرِجُ الْحَيَّ مِنَ الْمَيِّتِ وَيُخْرِجُ الْمَيِّتَ مِنَ الْحَيِّ وَمَنْ يُدَبِّرُ الْأَمْرَ فَسَيَقُولُونَ اللَّهُ فَقُلْ أَفَلَا تَتَّقُونَ ۝٣١﴾ [يونس:31].
- قوله تعالى: ﴿أَلَا لَهُ الْخَلْقُ وَالْأَمْرُ تَبَارَكَ اللَّهُ رَبُّ الْعَالَمِينَ﴾ [الأعراف:54].